# St. Vinzenz (Echthausen)

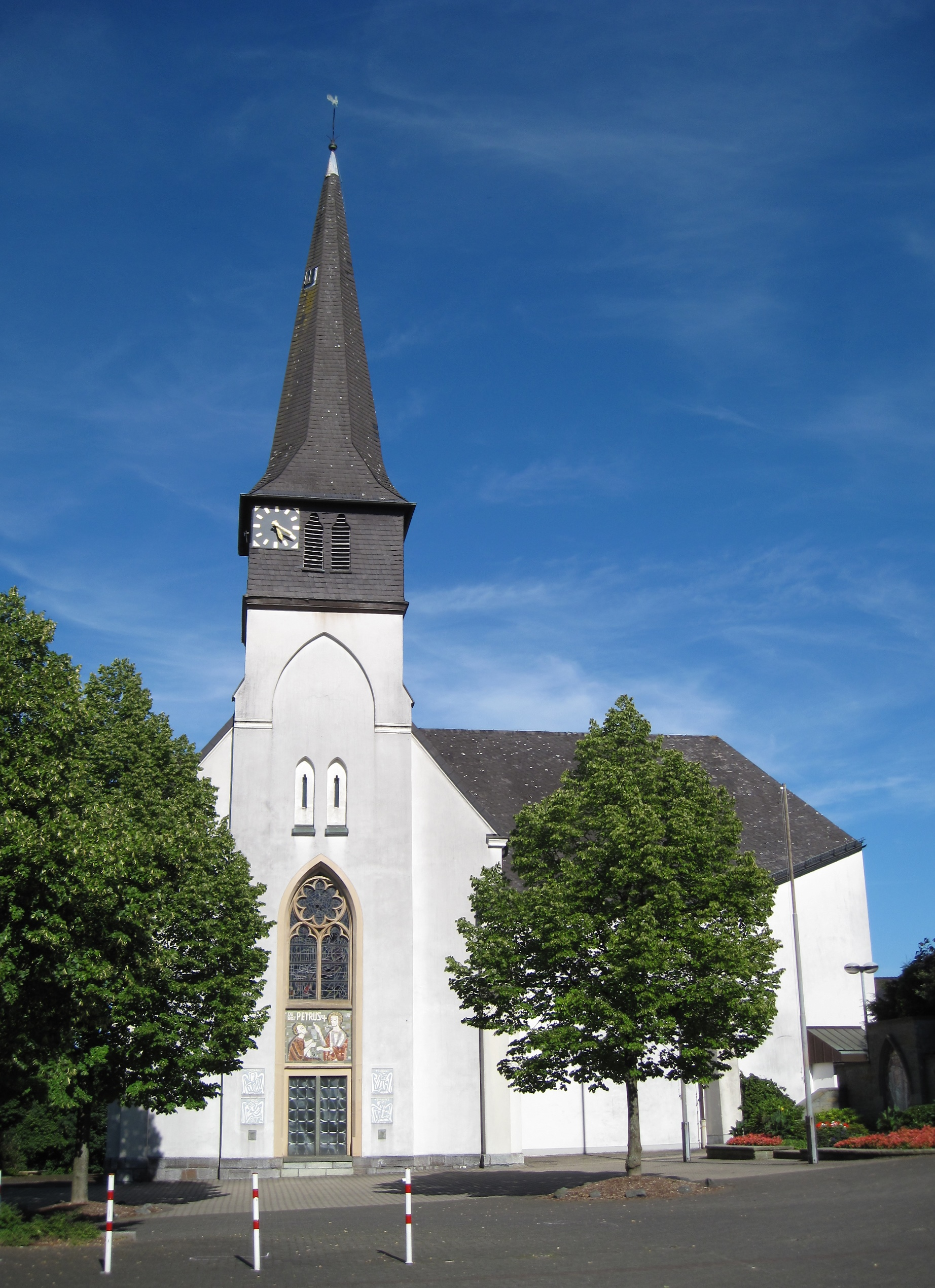
St. Vinzenz Echthausen

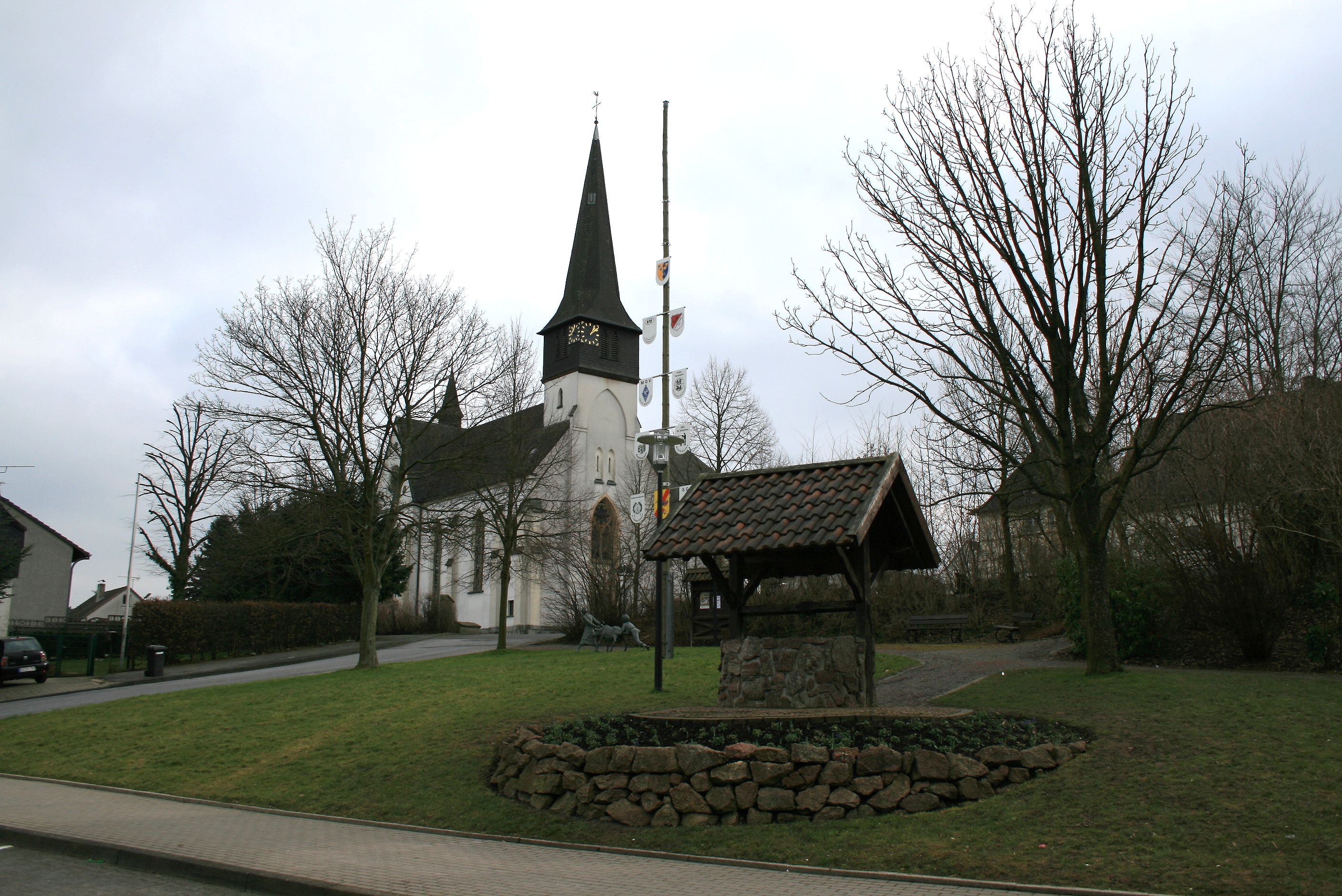
St. Vinzenz, Ansicht auf dem Dorfplatz

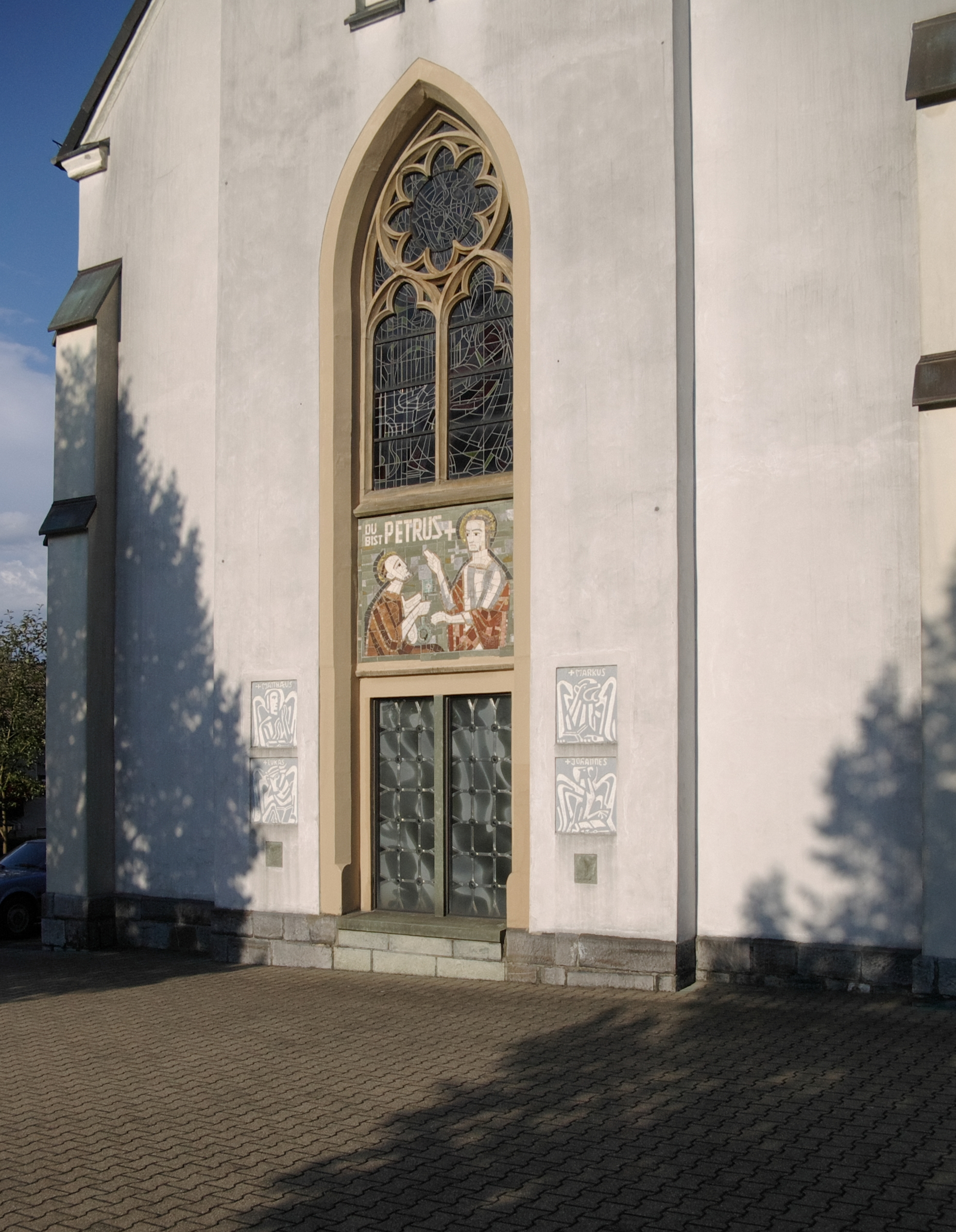
Portalansicht

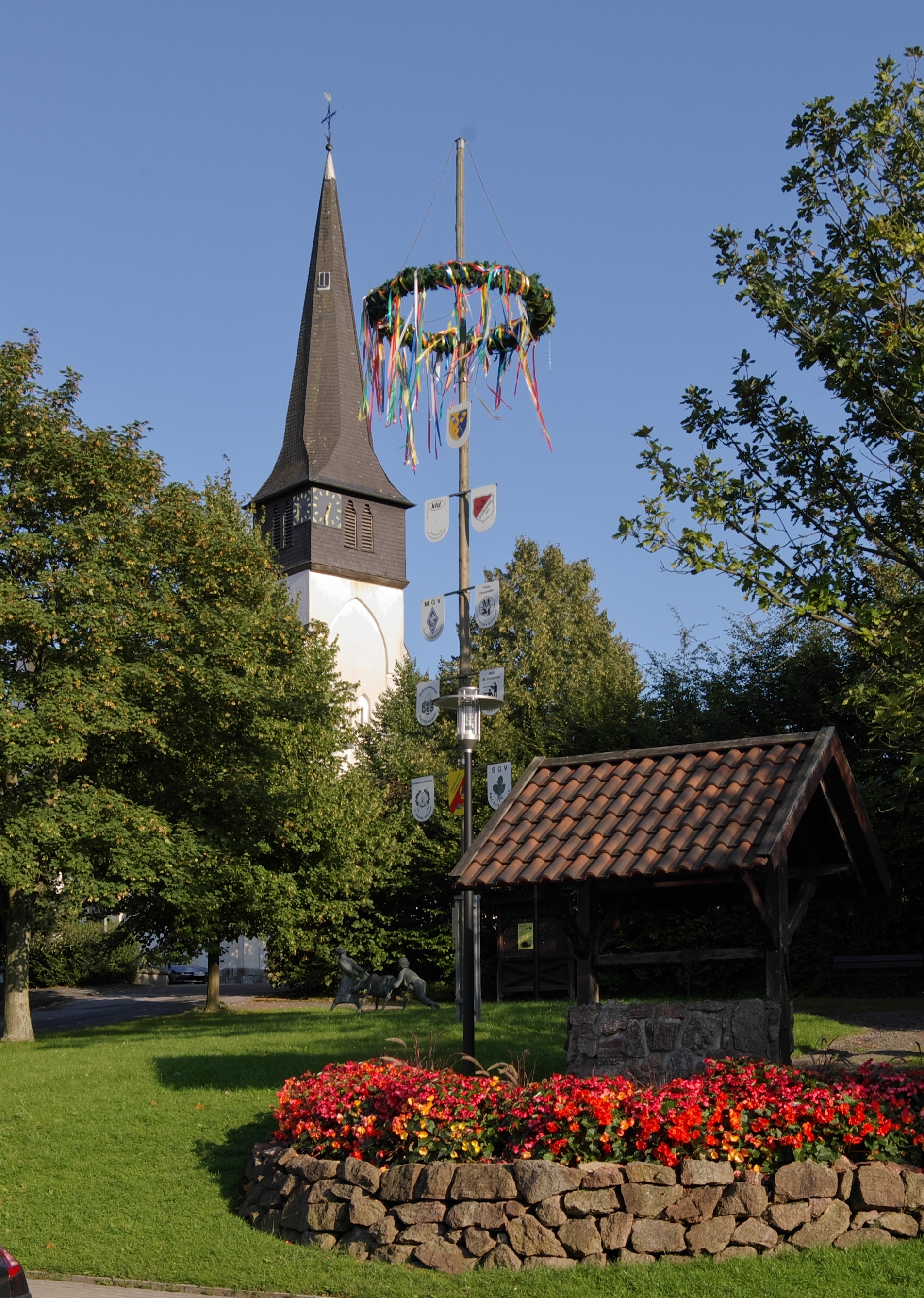
St. Vinzenz

Die römisch-katholische Pfarrkirche St. Vinzenz ist ein Kirchengebäude in Echthausen, einem Ortsteil von Wickede im Kreis Soest in Nordrhein-Westfalen. Die Kirchengemeinde St. Antonius von Padua und St. Vinzenz Wickede gehört zum Pastoralverbund Wickede-Ruhr im Erzbistum Paderborn.

## Geschichte und Architektur
Das südliche Westfalen, somit auch Echthausen, gehörte ursprünglich zum Erzbistum Köln und nach 1821 zur Erzdiözese Paderborn. Die Christen in Echthausen ersuchten 1663 den Kurfürsten Max Heinrich, der Abpfarrung von Menden zuzustimmen und die Einpfarrung nach Voßwinkel zu genehmigen, da der Weg nach Menden zwei Stunden dauerte. Max Heinrich erlaubte dies und Echthausen kam mit allen Rechten und Einkünften nach Voßwinkel. Eine Stiftung stellte sicher, dass der Pfarrer von Voßwinkel zwölfmal im Jahr eine Messe in Echthausen lesen sollte, wobei am Kirchweih- und Patronatstag ein Hochamt gelesen werden sollte.
Wann die erste Kapelle im Dorf gebaut wurde, ist nicht überliefert. In einer Urkunde von 1719 wird erwähnt, dass ihre Vorfahren vor langer Zeit hier eine Kapelle gebaut und als Kirchenpatron den heiligen Vinzenz verehrt haben. Diese alte Kapelle wurde von durchziehendem Kriegsvolk niedergebrannt, aber wieder aufgebaut. Die Kapelle brannte im 18. Jahrhundert ab, die neue Kapelle wurde an das Schulbau angebaut, sie hatte eine Länge von 13,93 Metern und eine Breite von 5,52 Metern, das Schulhaus hatte eine ähnliche Größe. Die Kapelle war durch einen Eingang an der Südseite erschlossen, über eine Tür in der Mitte des Gebäudes war der Schulraum begehbar. In einer Nische der Kapelle stand der Paramentenschrank, die Kanzel stand auf der linken Seite im Chorraum, der Beichtstuhl auf der rechten Seite. Für die Familien von Schüngel und von Lilien gab es eigene Bänke. Die Wände waren durch zwei große und zwei kleine Fenster gegliedert, das Dach war mit einem kleinen Glockenturm bekrönt.
Ab 1844 plante die politische Gemeinde einen Neubau der Kapelle, es wurde wieder ein Schulbau mit angrenzender Kapelle gewünscht. Das ließ sich allerdings nicht realisieren und die alten Gebäude verfielen mehr und mehr. Da eine Reparatur nicht in Frage kam, wurde 1888 ein Leo-Verein gegründet, um Geld für den Neubau zu sammeln. Da keine Einigkeit über einen Bauplatz erzielt werden konnte, verzögerte sich der Baubeginn bis 1894. Bis Dezember wurden alle notwendigen Genehmigungen erteilt. Der erste Spatenstich erfolgte im April 1895, am 11. Juni 1895 wurde der Grundstein gelegt. Bis zum Jahresende war der Rohbau fertig und mit einem festen Dach versehen. Nach einer Baupause bis zum Frühling 1896 konnten alle Wände verputzt und der Turmbau vollendet werden. Die Konsekration nahm Bischof Wilhelm Schneider aus Paderborn am 8. Juli 1904 vor.

## Glocken
Die Glocken goss 1896 die Glockengießerei Heinrich Humpert aus Brilon. Es waren die Michaelisglocke, die Vincentiusglocke und die Marienglocke mit der Inschrift Sancta Maria, ora pro nobis. Im Ersten Weltkrieg mussten die beiden großen Glocken bei der Mobilmachungsstelle abgegeben werden. Sie hatten ein Gewicht von insgesamt 673 kg. Die Gemeinde erhielt eine Entschädigung in Höhe von 2.346 Mark. Die Firma Humpert goss im Dezember 1921 zwei neue Glocken. Nach dem Zweiten Weltkrieg goss die Gießerei Junker in Brilon 1949 das heutige Geläut in der Tonfolge gis′ – ais′ – cis″.

## Orgel
Die Orgel lieferte 1898 die Firma Eggert aus Paderborn. Die Disposition lautet wie folgt:
| I Manual C–f3 |                |       |
| 1.            | Bordun         | 16′   |
| 2.            | Principal      | 8′    |
| 3.            | Hohlflöte      | 8′    |
| 4.            | Viola di Gamba | 8′    |
| 5.            | Oktave         | 4′    |
| 6.            | Gedecktflöte   | 4′    |
| 7.            | Mixtur II–III  | 2 ⁄3′ |

| II Manual C–f3 |                |    |
| 8.             | Liebl. Gedeckt | 8′ |
| 9.             | Prinzipalflöte | 8′ |
| 10.            | Salicional     | 8′ |
| 11.            | Aeoline        | 8′ |
| 12.            | Gemshorn       | 4′ |

| Pedal C–d1 |         |     |
| 13.        | Subbass | 16′ |
| 14.        | Violon  | 8′  |

- Koppeln: II/I, I/P
- Spielhilfen: Feste Kombinationen (Tutti)